# Alexei Stepanowitsch Chomjakow

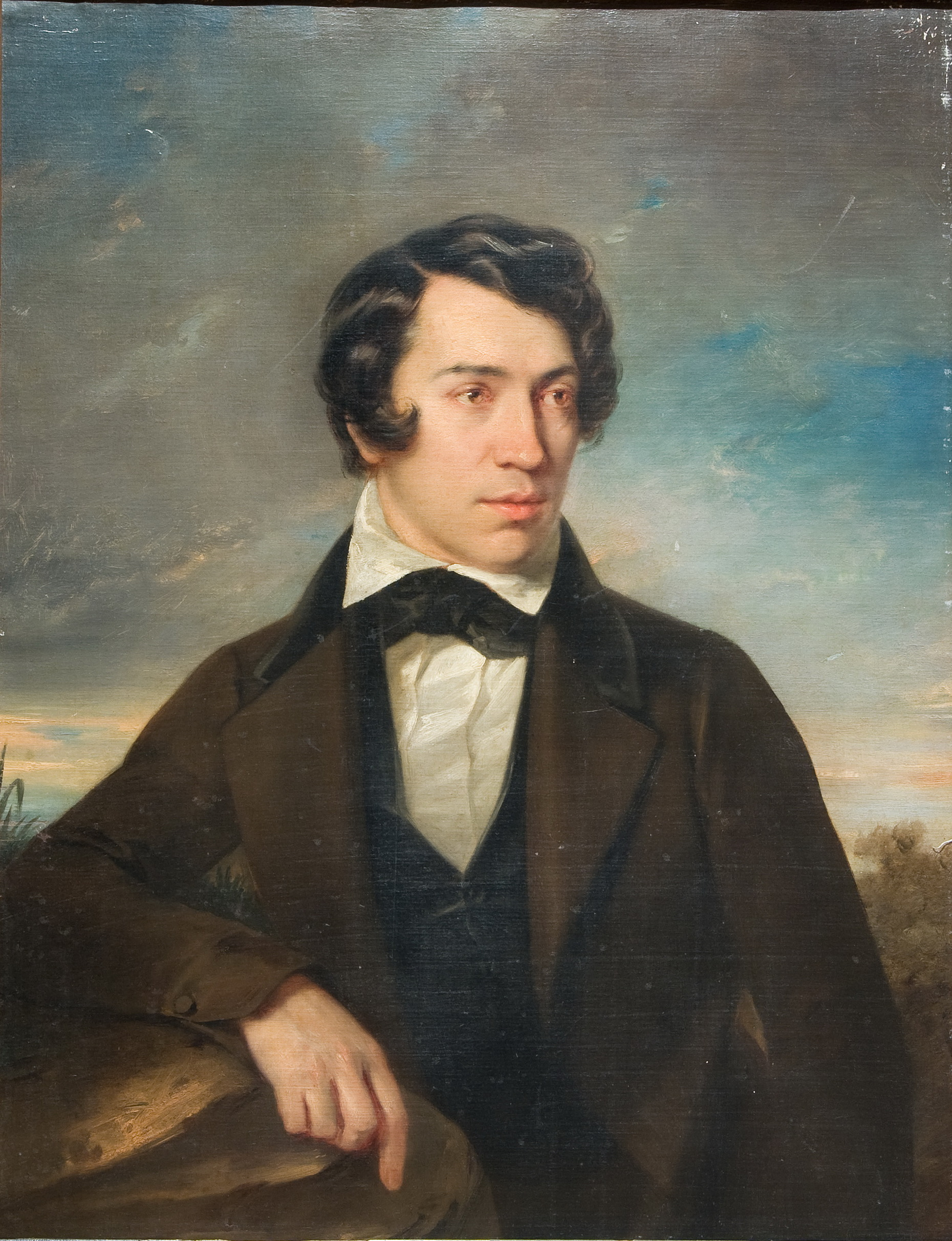
Alexei Stepanowitsch Chomjakow, Selbstporträt 1842

Alexei Stepanowitsch Chomjakow (russisch Алексей Степанович Хомяков, wiss. Transliteration Aleksej Stepanovič Chomjakov; * 1. Maijul. / 13. Mai 1804greg. in Moskau; † 23. Septemberjul. / 5. Oktober 1860greg. Iwanowskoje, Gouvernement Rjasan) war ein russischer Dichter, Publizist, Theologe und Philosoph. Er war Mitglied der Petersburger Akademie der Wissenschaften und gilt als einer der Begründer der Slawophilie.

## Leben
Chomjakow wurde als Spross einer alten Adelsfamilie geboren. Seine Ausbildung erhielt er zu Hause. 1821 bestand er an der Moskauer Universität das Examen für den Doktortitel im Fach Mathematik. Zu dieser Zeit wurden bereits Gedichte und Übersetzungen von ihm gedruckt.
Nachdem er in den Jahren 1822 bis 1825 seinen Militärdienst abgeleistet hatte, zog Chomjakow ins Ausland, wo er sich mit Malerei beschäftigte und das historische Drama Jermak (Ермак) schrieb.
In den Jahren 1828 und 1829 nahm Chomjakow am Russisch-Türkischen Krieg teil. In Schumla wurde er mit dem späteren Kirchenhistoriker und Dichter Andrei Nikolajewitsch Murawjow bekannt. Nach Kriegsende verließ Chomjakow das Militär und begab sich auf sein Landgut. Er arbeitete mit verschiedenen Journalen zusammen. Im Artikel Über Altes und Neues (О старом и новом) im Jahr 1839 legte er die Grundlagen der Slawophilie. 1838 begann er mit der Arbeit an seinem historisch-philosophischen Hauptwerk Beiträge zur Weltgeschichte (Записка о всемирной истории). 1856 wurde er als korrespondierendes Mitglied in die Russische Akademie der Wissenschaften aufgenommen.
In der Bauernfrage, gegenüber der Todesstrafe sowie bezüglich der Meinungsfreiheit vertrat Chomjakow liberale Ansichten. Seit 1850 widmete er religiösen Fragen und der Geschichte der russischen Orthodoxie besondere Aufmerksamkeit. Die Monarchie sah Chomjakow als einzige akzeptable Regierungsform für Russland an. Er gilt als Begründer des Sobornost-Konzepts.
Während er Bauern zu Zeiten einer Choleraepidemie heilte, erkrankte Chomjakow und verstarb 1860 in seinem Heimatdorf. Er ist in Moskau begraben.